# Sven Habermann
Sven Habermann (Berlino, 3 novembre 1961) è un ex calciatore canadese, di ruolo portiere.

## Carriera

### Nazionale
Ha partecipato, con la rappresentativa canadese ai  Giochi olimpici 1984 e alla fase finale del campionato del mondo 1986.